# Jimmy Carter
James Earl Carter Jr. (Plains, 1 de outubro de 1924 – Plains, 29 de dezembro de 2024) foi um político e filantropo norte-americano, que serviu como 39.° presidente dos Estados Unidos de 1977 a 1981. Oriundo de uma tradicional família fazendeira sulista, Carter serviu como oficial da Marinha dos Estados Unidos e depois ingressou na política, cumprindo dois mandatos como senador do estado da Geórgia e um como governador (1971–1975) antes de se candidatar à presidência em 1976.
Nascido e criado em Plains, Geórgia, Carter se formou na Academia Naval dos Estados Unidos em 1946 e se juntou à marinha, servindo em submarinos. Após a morte do seu pai em 1953, ele abandonou o serviço naval e voltou para Plains, onde assumiu o controle do negócio de cultivo de amendoim de sua família. Carter herdou comparativamente pouco devido ao perdão de dívidas de seu pai e à divisão da propriedade entre ele e seus irmãos. Mesmo assim, sua ambição de expandir e cultivar a fazenda de amendoim da família foi cumprida. Durante este período, Carter foi encorajado a se opor à segregação racial e apoiar o crescente movimento pelos direitos civis, se tornando um ativista dentro do Partido Democrata. De 1963 a 1967, Carter serviu no Senado estadual da Geórgia e em 1970 foi eleito governador do estado, derrotando Carl Sanders nas primárias do partido. Ele permaneceu como governador até 1975. Embora não fosse conhecido nos círculos políticos fora da Geórgia, Carter conquistou a nomeação do Partido Democrata para a eleição presidencial de 1976. Ele acabou vencendo de forma apertada contra o presidente republicano Gerald Ford, assumindo a presidência em janeiro de 1977 num período em que o país estava no meio de uma recessão.
A presidência de Carter foi marcada por estagnação econômica e inflação. No âmbito interno, ele perdoou todos os desertores da Guerra do Vietnã. Criou ainda dois novos gabinetes no governo, o Departamento de Energia e o Departamento de Educação. Ele estabeleceu uma nova política nacional de energia que incluía conservação, controle de preços e investimento em novas tecnologias. Em questões externas, Carter assinou os Acordos de Camp David, os Tratados Torrijos-Carter, a segunda rodada das Conversações sobre Limites para Armas Estratégicas (SALT II) e o retorno da Zona do Canal do Panamá ao controle das autoridades panamenhas. Ele tentou, sem muito sucesso, combater a "estagflação", o alto desemprego e o crescimento fraco do PIB. Contudo, os dois anos finais do seu governo foram marcados pela Crise dos reféns no Irã, a crise energética de 1979, o acidente de Three Mile Island e o desenrolar dos eventos iniciais da invasão soviética do Afeganistão. Em resposta à invasão dos soviéticos ao Afeganistão, Carter acabou com a détente, intensificou a Guerra Fria e liderou um boicote aos Jogos Olímpicos de 1980 em Moscou. Em 1980, ele enfrentou um desafio à sua nomeação pelo Partido Democrata por Ted Kennedy, mas se manteve como o candidato da legenda para tentar a reeleição. Carter acabou perdendo a eleição presidencial para o republicano Ronald Reagan. Pesquisas de historiadores e cientistas políticos consideram Carter como um presidente "fraco". As atividades de Carter no período posterior a sua saída da Casa Branca foram vistas de forma mais favorável do que sua própria presidência.
Em 2012, Carter passou Herbert Hoover como o ex-presidente mais velho e chegou a comemorar os 40 anos da sua posse no cargo. Em novembro de 2018, tornou-se o ex-presidente dos Estados Unidos mais longevo, após a morte de George H. W. Bush. Em 1º de outubro de 2024, Carter se tornou o primeiro ex-presidente dos Estados Unidos a chegar aos 100 anos de idade. Depois que deixou a presidência, trabalhou principalmente em questões de direitos humanos. Ele viajou pelo mundo, advogando acordos de paz, observando eleições e trabalhando para a prevenção e erradicação de doenças em várias nações. Carter também foi defensor da reforma política nos Estados Unidos e foi um crítico da política externa agressiva do presidente George W. Bush.

## Começo da vida

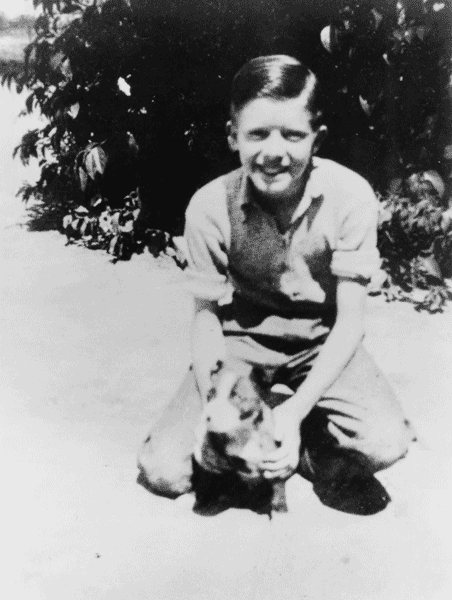
Jimmy Carter em 1937, quando tinha por volta de 13 anos

Filho de James Earl Carter Sr. e Bessie Lillian (née Gordy), Jimmy Carter nasceu em 1 de outubro de 1924 na cidade de Plains, em uma família batista que vivia no estado da Geórgia por gerações. Seu bisavô, Littleberry Walker Carter (1832–1873), serviu no Exército dos Estados Confederados, que defendia a causa escravagista durante a Guerra Civil Americana. Foi criado numa família sulista tradicional, com interesses no setor agrícola e plantação de amendoins - negócio no qual ele prosperaria. Seus ancestrais teriam chegado nos Estados Unidos por volta de 1635, oriundos primordialmente da Inglaterra.
Apesar de sua família se mudar constantemente, Jimmy Carter se formou na Plains High School, em sua cidade natal, em 1941. Ele iniciou sua carreira servindo em vários concelhos locais, que regiam entidades como escolas, hospitais e bibliotecas, entre outros. Após se formar pela Academia Naval de Annapolis em 1946, casou-se com Rosalynn Smith. Deste matrimônio nasceram quatro filhos: John William (Jack), James Earl II (Chip), Donnel Jeffrey (Jeff) e Amy Lynn.
Carter começou a demonstrar interesse pela política em meados da década de 1950, no auge das tensões no sul a respeito do processo de desmantelamento legal da segregação racial nos Estados Unidos, notavelmente após a decisão da Suprema Corte no caso Brown v. Board of Education. Nos anos 60, ele cumpriu dois mandatos no Senado da Geórgia a partir do décimo-quarto distrito. Foi governador do seu estado natal, de 1971 a 1974, onde lutou pela igualdade racial e melhoria das condições de vida da população, em especial a dos mais pobres (com um foco maior nas minorias, especialmente os negros).

## Eleição presidencial

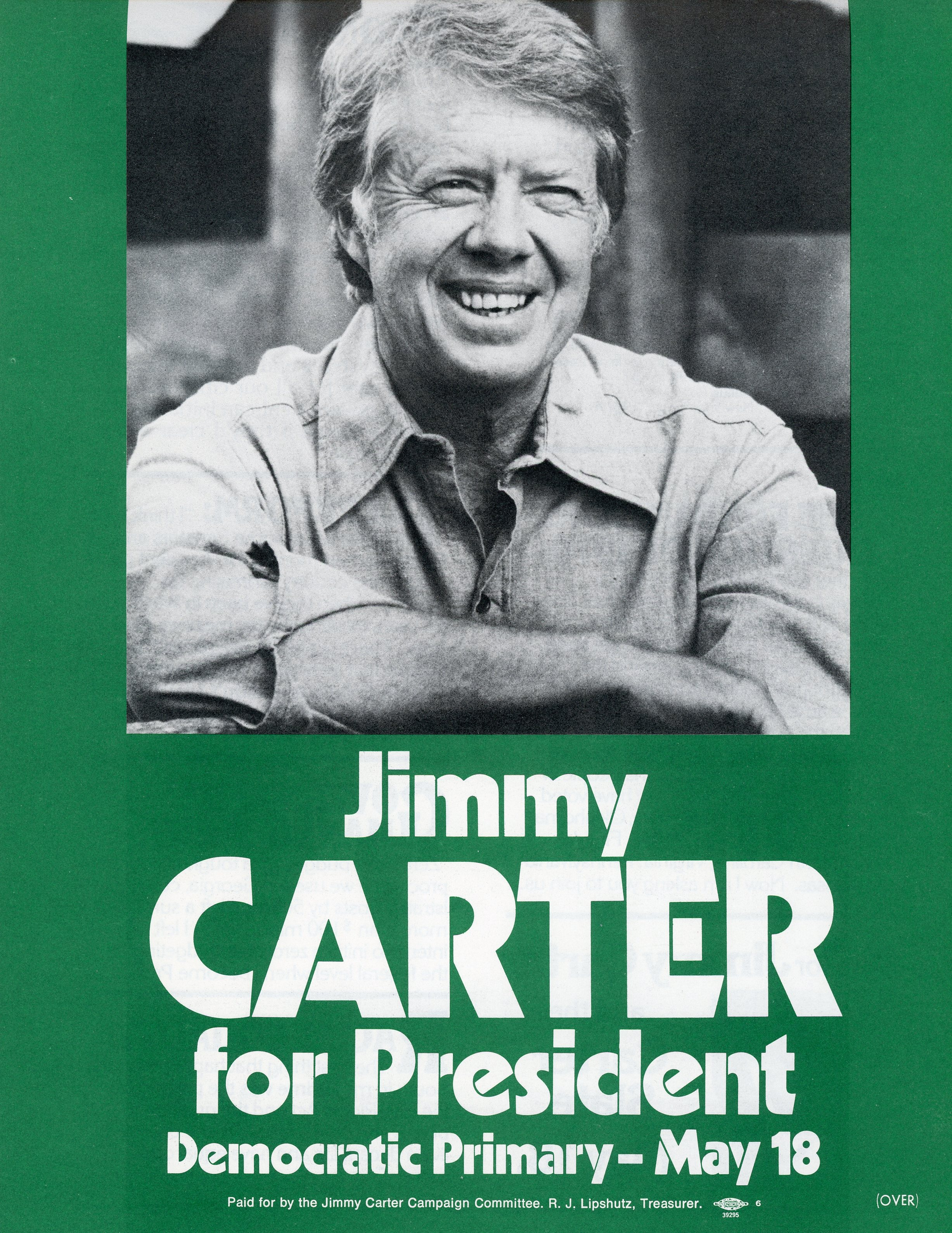
Panfleto de campanha de Carter, em 1976

Em dezembro de 1974, Carter anunciou, no National Press Club de Washington D.C., que concorreria a presidência dos Estados Unidos. No seu primeiro discurso, focou em questões domésticas, principalmente na desigualdade. Durante a campanha, manteve um tom otimista e afirmou que traria mudanças. Apesar de inicialmente desconhecido do grande público, o fato de não ser tachado como membro do "círculo interno de Washington" acabou sendo um dos seus maiores apelos populares, tendo em vista a insatisfação do povo com a classe política, acentuada pelo Caso Watergate, que ainda estava fresco na mente das pessoas. No final, acabou vencendo a indicação do Partido Democrata à presidência e se lançou na chapa nacional. Em julho de 1976, anunciou Walter F. Mondale como seu vice.
Apesar de uma campanha instável, com uma série de polêmicas, acabou por vencer o presidente Gerald Ford na eleição presidencial de 1976, por pequena margem no voto popular e no Colégio Eleitoral. Foi empossado presidente em 20 de janeiro de 1977.

## Presidência (1977–81)

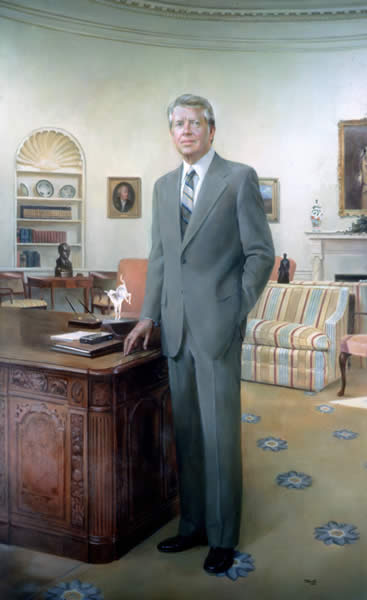
Retrato de Robert Templeton do Presidente Carter na Galeria Nacional, em Washington, D.C.

Jimmy Carter assumiu um país com uma economia ruim e até o fim do seu mandato, os Estados Unidos ainda estavam em recessão e sofrendo com inflação, além de uma crise energética. Um dos seus primeiros atos como presidente foi cumprir uma promessa de campanha ao assinar uma ordem executiva firmando uma anistia incondicional para os desertores da Guerra do Vietnã. Em 7 de janeiro de 1980, Carter assinou a lei H.R. 5860, conhecido como The Chrysler Corporation Loan Guarantee Act of 1979, um empréstimo para socorrer a Chrysler Corporation. Carter também teve que lidar com crises no exterior, mais notavelmente no Oriente Médio, como a assinatura dos Acordos de Camp David; ele também finalizou o processo de devolução do Canal do Panamá; depois assinou um acordo de redução nuclear conhecido como SALT II com o líder soviético Leonid Brezhnev. No seu último ano como presidente, a crise dos reféns no Irã erodiu sua já baixa popularidade, garantindo sua derrota na eleição de 1980 perante Ronald Reagan.

### Política interna

#### Economia
A presidência de Carter teve uma história econômica de aproximadamente dois períodos iguais, sendo os dois primeiros anos de recuperação da grande recessão de 1973–75, que tinha reduzido drasticamente os investimentos para o menor nível desde a recessão de 1970 e elevado o desemprego para 9%. Os outros dois anos foram marcados por alta da inflação, juros elevados, falta de petróleo e crescimento econômico lento. Após um crescimento em 1977 e 1978, onde milhões de novos empregos foram criados e a renda da população subiu 5%, houve a crise energética de 1979 que encerrou este período de recuperação, com a inflação e os juros subindo novamente e a economia, geração de empregos e a confiança geral do consumidor declinando acentuadamente. A fraca política monetária adotada pelo presidente da Reserva Federal dos Estados Unidos, G. William Miller, havia contribuído para a alta inflacionária, que subira de 5,8% em 1976 para 7,7% em 1978. Neste período, a OPEC aumentou o preço do petróleo bruscamente, o que levou a inflação a subir novamente para 11,3% em 1979 e 13,5% em 1980. A súbita falta de gasolina no verão de 1979 exacerbou o problema e simbolizaria a crise para o público geral, puxando para baixo a popularidade do presidente.

#### Crise energética

Jimmy Carter sentado na mesa de resolução na Casa Branca, em 1977

Ao final dos anos 70, a economia americana estava em recessão, que entre vários fatores estava ligado a crise no setor energético. Em 18 de abril de 1977, Carter deu um discurso na televisão onde ele declarou que tal crise era equivalente a uma "guerra moral". Ele encorajou os americanos a conservarem energia e instalou painéis solares na Casa Branca.

#### Relação com o Congresso
Carter normalmente se recusava a obedecer às regras de Washington. Ele perdia e nunca retornava telefonemas de sua parte. Ele usava insultos verbais e não queria retribuir favores políticos, o que contribuiu para sua falta de capacidade de aprovar leis no Congresso. Durante uma coletiva de imprensa em 23 de fevereiro de 1977, o presidente afirmou ser "inevitável" que ele entrasse em conflito com o Congresso e acrescentou haver encontrado "um senso crescente de cooperação" com os congressistas e se reuniu no passado com membros do Congresso de ambos os partidos. Carter desenvolveu um sentimento amargo após uma tentativa frustrada de fazer o Congresso aprovar o desmantelamento de vários projetos sobre água, que ele havia solicitado durante seus primeiros 100 dias no cargo e recebeu oposição de membros de seu partido. Como um racha se seguiu entre a Casa Branca e o Congresso depois, Carter observou que a ala liberal do Partido Democrata era mais veementemente contra suas políticas, atribuindo isso ao desejo de Ted Kennedy de um dia se tornar presidente.
Carter foi, ao longo de sua presidência, tentando melhorar sua relação com o legislativo. Ele afirmou: "Aprendi a respeitar mais o Congresso individualmente. Fiquei favoravelmente impressionado com o alto grau de experiência e conhecimento concentrados que os membros individuais do Congresso podem trazer sobre um assunto específico, onde foram presidentes de um subcomitê ou comitê por muitos anos e concentraram sua atenção neste aspecto particular da vida do governo que eu nunca serei capaz de fazer". Embora Carter, no geral, tenha passado várias de suas propostas pelo Congresso, nenhuma foi muito significativa, e a forma como ele evitava se impor acabou por alimentar a visão de que ele era um presidente "fraco" e sem muita moral, mesmo dentro do seu próprio gabinete.

#### Desregulamentação

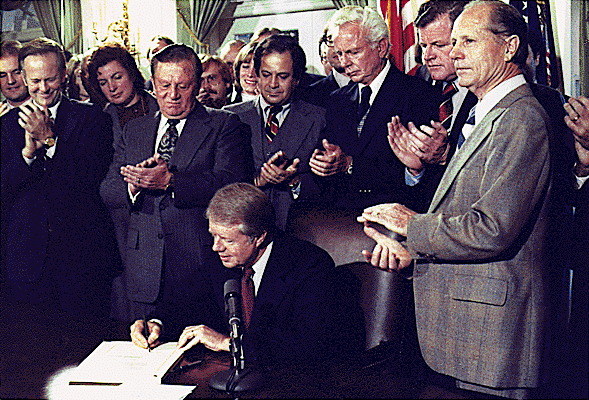
Carter assinando a Lei de Desregulação Aérea

Dentro do governo e do Congresso, havia muito debate político a respeito de desregular a indústria aérea do país, em especial as linhas aéreas e os aeroportos. Em 24 de outubro de 1978, Carter assinou a Airline Deregulation Act. O principal objetivo desta lei era remover o controle governamental sobre tarifas, rotas e entrada no mercado (de novas companhias aéreas) da aviação comercial. Os poderes de regulamentação do Conselho de Aeronáutica Civil deveriam ser eliminados gradualmente, permitindo que as forças do mercado determinassem rotas e tarifas. A lei não removeu ou diminuiu os poderes regulatórios da FAA sobre todos os aspectos da segurança aérea. Em 1979, Carter desregulamentou a indústria de cerveja americana, tornando legal a venda de malte, lúpulo e levedura para cervejeiros caseiros americanos pela primeira vez desde o início efetivo, em 1920, da Lei Seca nos Estados Unidos. Essa desregulamentação levou a um aumento na fabricação de cerveja caseira nas décadas de 1980 e 90, que na década de 2000 se desenvolveu em uma forte cultura de microcervejaria artesanal nos Estados Unidos, com 6 266 microcervejarias, brewpubs e cervejarias artesanais regionais pelo país até o final de 2017.

#### Saúde pública e educação

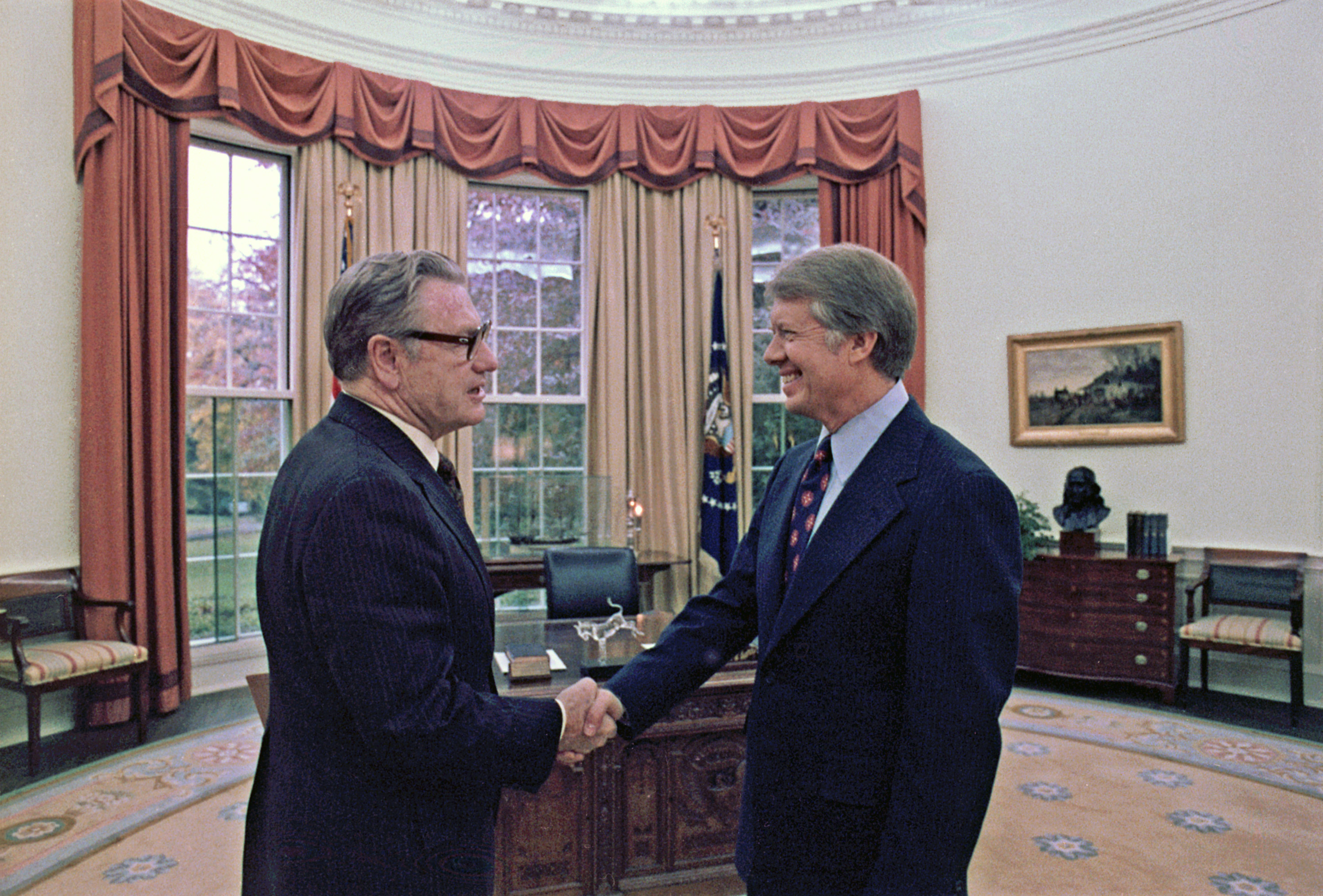
Nelson Rockefeller e Jimmy Carter, em 1977, no Salão Oval

Durante sua campanha para a presidência, Carter abraçou a ideia de reforma no sistema de saúde de Ted Kennedy - apoiando uma reforma bipartidária do sistema de seguros para um sistema de saúde universal. Carter propôs, em abril de 1977, custos obrigatórios para mensalidades das empresas de saúde e em junho de 1979, propôs que empresas deveriam obrigatoriamente fornecer seguros de saúde para os seus empregados.
Boa parte das propostas de Carter para a saúde, contudo, não passaram.
No início de seu mandato, Carter colaborou com o Congresso para ajudar a cumprir uma promessa de campanha de criar um departamento de educação em nível de gabinete. Em um discurso da Casa Branca em 28 de fevereiro de 1978, Carter argumentou que "a educação é um assunto muito importante para ser espalhado aos poucos entre vários departamentos e agências governamentais, que muitas vezes estão ocupados com preocupações às vezes dominantes". Em 8 de fevereiro de 1979, o governo Carter divulgou um esboço de seu plano para estabelecer um departamento para educação e afirmou ter apoio suficiente para que sua promulgação ocorresse até junho. Em 17 de outubro do mesmo ano, o presidente assinou o Department of Education Organization Act, a lei que autorizou a criação e estabelecimento de regras do Departamento de Educação dos Estados Unidos.

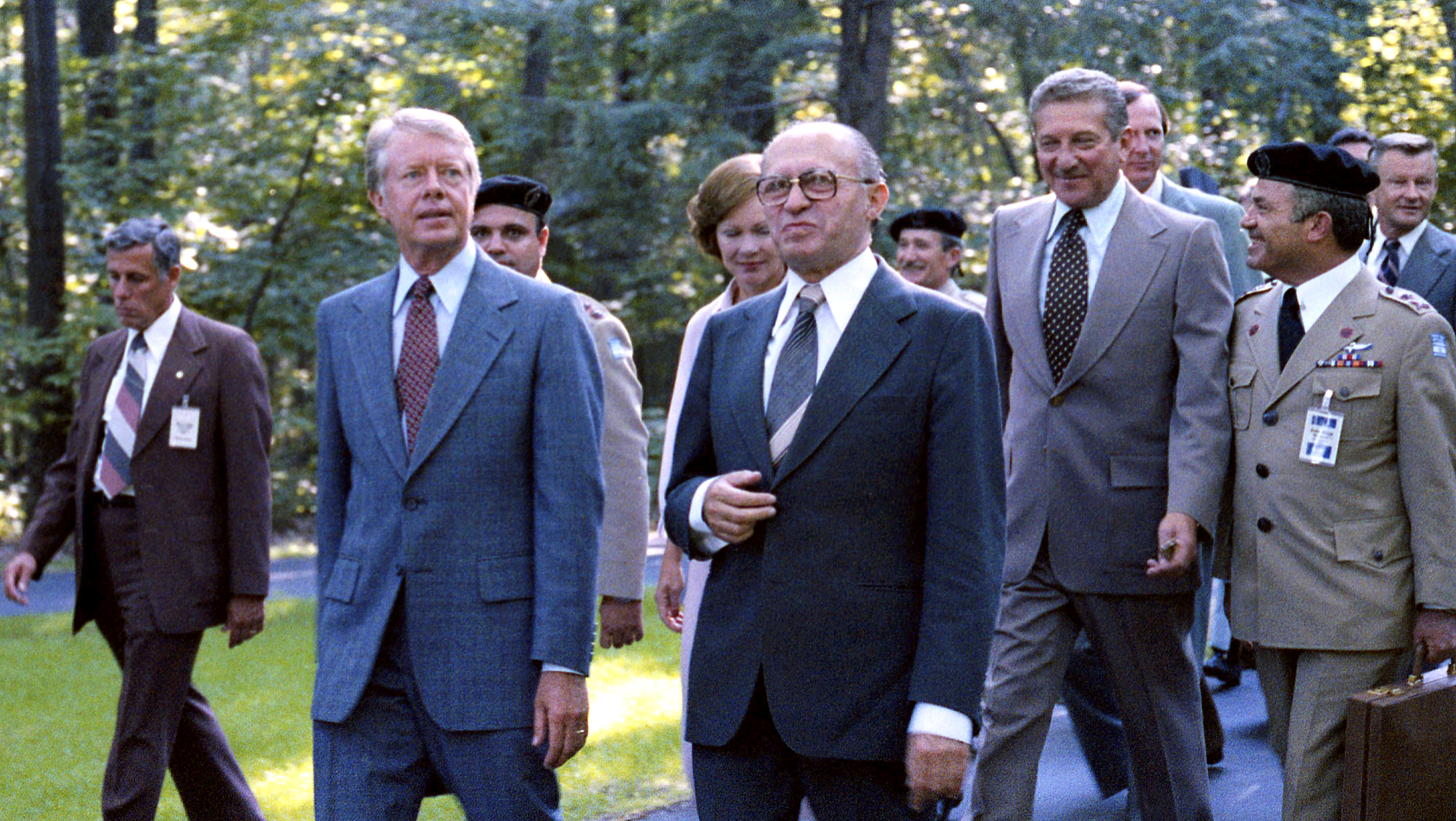
Carter com o primeiro-ministro israelense Menachem Begin e Zbigniew Brzezinski, em setembro de 1978

Carter expandiu o programa Head Start, adicionando mais 43 000 crianças e famílias, enquanto a porcentagem de dólares não-defesa gastos em educação foi dobrada.

### Relações internacionais

#### Relação entre Israel e Egito

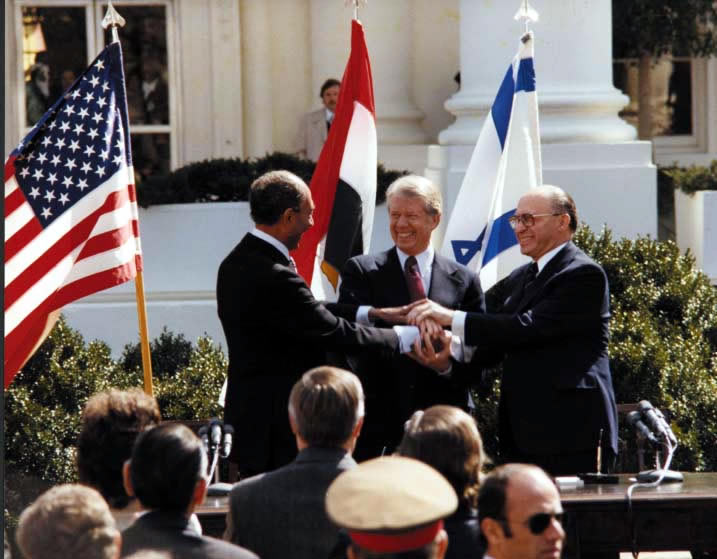
Anwar Sadat, Carter e Menachem Begin em 1979 celebrando o acordo de paz

Desde o início de sua presidência, Carter tentou mediar o conflito árabe-israelense. Após uma tentativa fracassada de buscar um acordo abrangente entre as duas nações em 1977 (através da reconvocação da Conferência de Genebra de 1973), Carter convidou o presidente egípcio Anwar Sadat e o primeiro-ministro israelense Menachim Begin para  Camp David, a residência de campo do presidente dos Estados Unidos, em setembro de 1978, na esperança de criar uma paz definitiva. Embora os dois lados não pudessem concordar com a retirada israelense da Cisjordânia, as negociações resultaram no reconhecimento formal de Israel pelo Egito e na criação de um governo eleito na Cisjordânia e em Gaza. Isso resultou nos Acordos de Camp David, que puseram fim à guerra formal entre Israel e Egito.
Os acordos foram fonte de grande oposição interna tanto no Egito quanto em Israel. O historiador Jørgen Jensehaugen argumenta que, quando Carter deixou o cargo em janeiro de 1981, ele estava "em uma posição estranha - tentou romper com a política tradicional dos Estados Unidos, mas acabou cumprindo os objetivos dessa tradição, que era romper a política árabe aliança, marginalizar os palestinos, construir uma aliança com o Egito, enfraquecer a União Soviética e proteger Israel".

#### Invasão soviética do Afeganistão
Em 27 de abril de 1978, Nur Muhammad Taraki tomou o poder no Afeganistão em um golpe de Estado. O novo regime — de orientação socialista — assinou um tratado de amizade com a União Soviética em dezembro do mesmo ano. As tentativas de Taraki para tornar o sistema de educação mais secular e redistribuir terras (acompanhado por várias execuções sumárias e repressão da oposição política), irritou os conservadores religiosos, instigando os mujahidins a se rebelar. Após um levante geral em 1979, Taraki foi deposto pelo rival Hafizullah Amin em setembro. Amin foi considerado um ditador cruel por observadores estrangeiros; até mesmo os soviéticos estavam assustados com a repressão do regime de Amin e suspeitaram que ele estivesse secretamente alinhado a Central Intelligence Agency (CIA). Em dezembro de 1979, o governo de Amin perdeu controle de boa parte do país, forçando a União Soviética a invadir o Afeganistão. Amin foi executado e Babrak Karmal, um moderado, foi instaurado no poder.

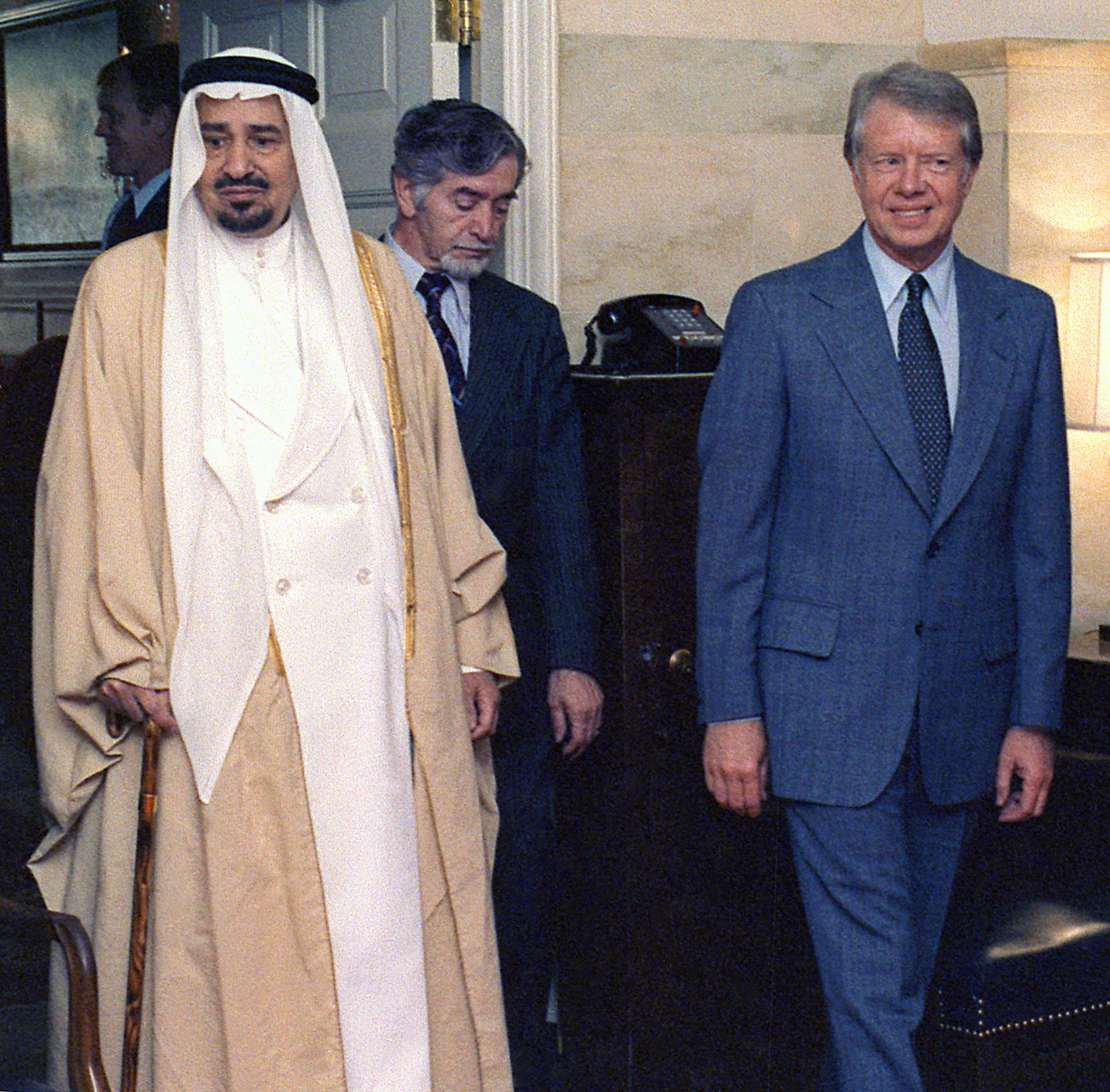
Carter com o rei Khalid da Arábia Saudita, em outubro de 1978

Jimmy Carter foi pego de surpreso pela invasão, já que o consenso entre a comunidade de inteligência dos Estados Unidos era que Moscou não iria interferir no Afeganistão, nem mesmo se houvesse risco do governo local cair. De fato, Carter escreveu no seu diário, entre novembro e dezembro de 1979, menos de duas referências ao Afeganistão, atestando o quão pouco preocupado ele estava, preferindo focar sua atenção a crise no Irã. No Ocidente, a invasão soviética foi considerada uma ameaça à segurança global e ao fornecimento de petróleo vindo do Golfo Pérsico. Além disso, o fracasso dos serviços de inteligência em identificar as intenções soviéticas fez com que os políticos americanos reavaliassem a ameaça do Mundo Comunista ao Irã e ao Paquistão, embora estes medos provavelmente fossem exagerados. Isso forçou os governos Carter e Reagan a tentar melhorar as relações com os iranianos e também no aumento de ajuda militar ao líder paquistanês Muhammad Zia-ul-Haq. Uma das primeiras atitudes concretas de Carter foi autorizar a colaboração da CIA e do serviço de inteligência paquistanês (o ISI); o governo americano começou fornecendo mais de US$ 500 000 dólares em ajuda não letal para os guerrilheiros mujahidins afegãos a partir de 3 de julho de 1979. O auxílio americano aos afegãos foi pequeno pois os Estados Unidos temiam que maior ajuda poderia forçar a mão da União Soviética a agir de forma mais incisiva.

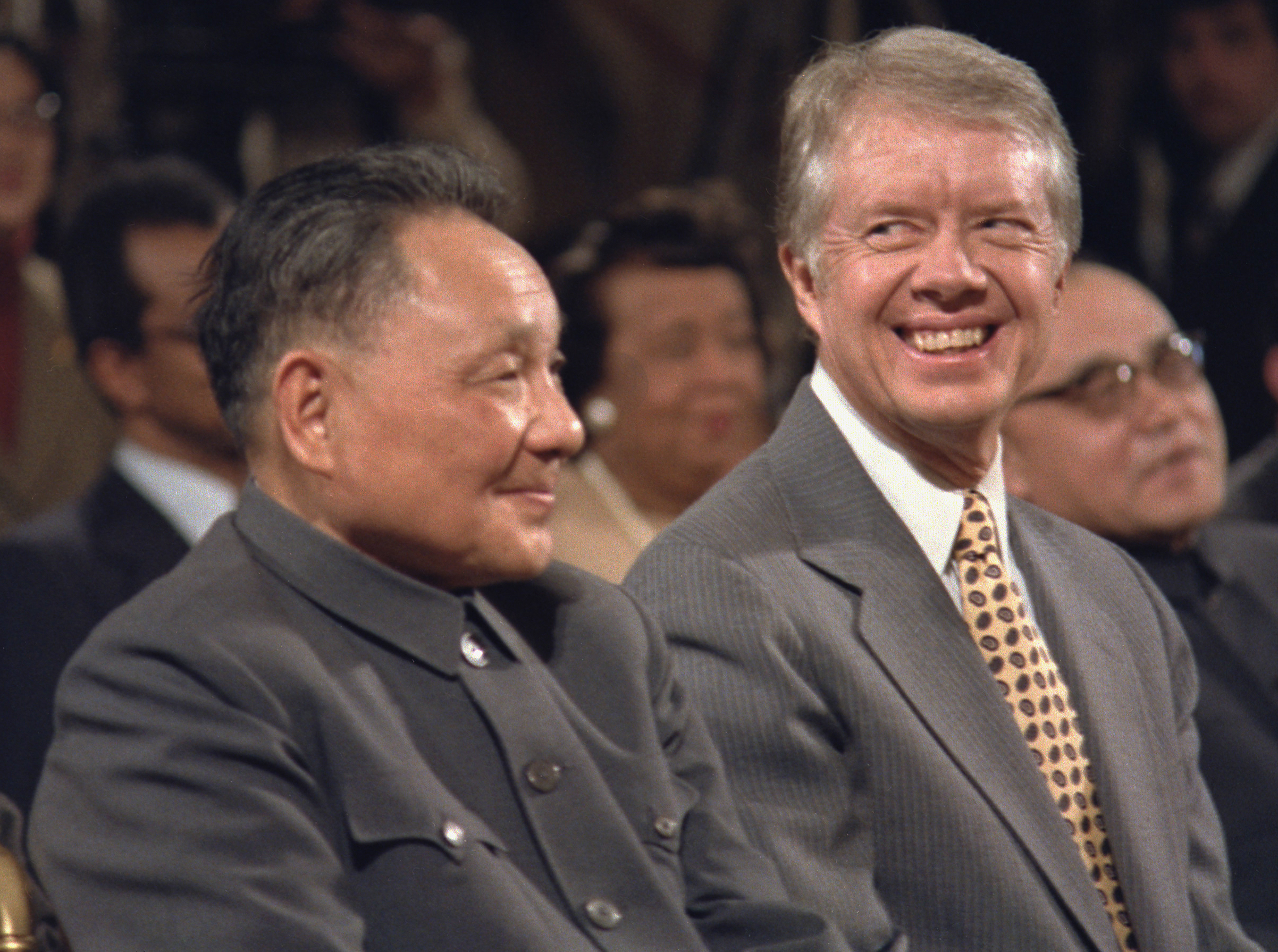
Carter se encontrando com Deng Xiaoping, líder da China

Após a invasão soviética, Carter estava determinado a responder de forma rigorosa. Em um discurso na televisão, ele anunciou Sansões contra a União Soviética, aumentou a ajuda militar ao Paquistão, renovou o registro do Sistema Seletivo de Serviço militar e também fortaleceu o comprometimento dos Estados Unidos a melhorar as defesas do Golfo Pérsico. Carter também convocou um boicote aos Jogos Olímpicos de 1980 em Moscou, o que causou controvérsia na época. A primeira-ministra britânica Margaret Thatcher apoiou incondicionalmente a postura dura de Carter, embora o serviço de inteligência inglês acreditasse que a CIA estava exagerando a ameaça dos soviéticos ao Paquistão. Em 1980, Carter iniciou um programa clandestino para armar os mujahidins através do serviço paquistanês ISI e também garantiu o apoio da Arábia Saudita. A ajuda aos guerrilheiros mujahidins acelerou consideravelmente no governo do sucessor de Carter, Ronald Reagan, ao custo de US$ 3 bilhões de dólares do contribuinte americano. Após quase uma década de guerra, os soviéticos eventualmente se retiraram do Afeganistão, em 1989. Historiadores acreditam que isso ajudou a precipitar a dissolução da União Soviética, devido ao enorme impacto que teve na economia do país. Contudo, a decisão de usar o Paquistão como intermediário para a entrega de armas para os insurgentes afegãos foi duramente criticada, pois vários equipamentos foram desviados e vendidos no mercado negro; a cidade de Karachi, um polo de distribuição de armas americanas para os mujahidins, logo se tornou "uma das cidades mais violentas do mundo" como consequência. O Paquistão também tinha muito poder de decisão sobre quem deveria ter prioridade no recebimento de armas dos Estados Unidos, preferindo grupos islamitas. Apesar disso, Carter não esboçou qualquer arrependimento sobre sua decisão de ajudar o que ele chamava de "guerreiros da liberdade" do Afeganistão.

#### Crise dos reféns no Irã

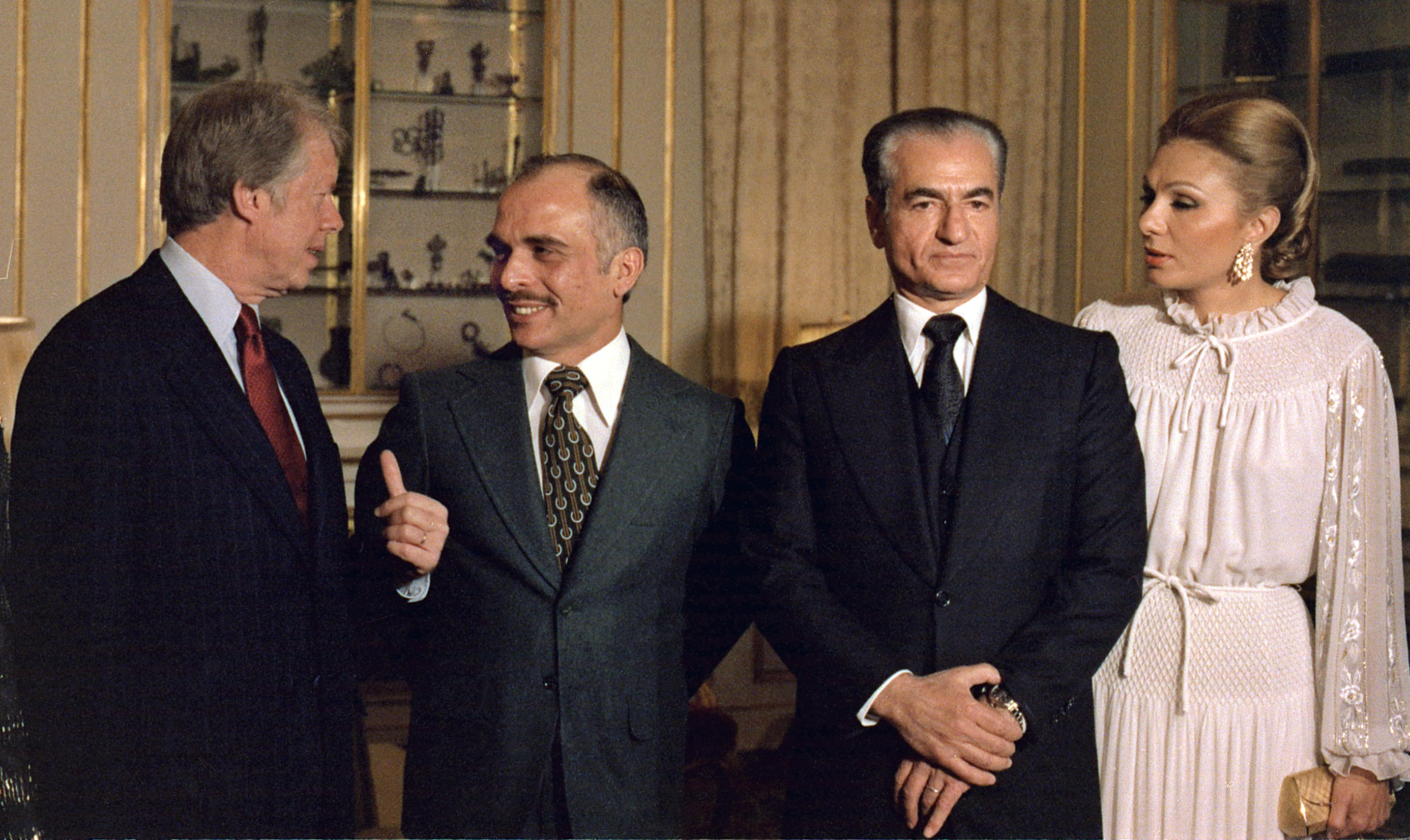
Carter com o rei Hussein da Jordânia e o imperador Mohammad Reza Pahlavi do Irã, em 1977

Em 4 de novembro de 1979, um grupo de estudantes iranianos, pertencentes ao grupo "Estudantes Muçulmanos Seguidores da Linha do Imã" que apoiavam a Revolução Iraniana, tomaram controle da embaixada americana em Teerã. Cinquenta e dois diplomatas e cidadãos americanos foram feitos reféns por 444 dias até 20 de janeiro de 1981. Durante a crise, Carter permaneceu em isolamento na Casa Branca por pelo menos 100 dias. Sua postura foi muito criticada por várias pessoas de ambos os espectros políticos. Em 24 de outubro de 1980, Carter ordenou a Operação Eagle Claw para tentar libertar os reféns. A incursão falhou, terminando com a morte de oito militares americanos e duas aeronaves destruídas.

#### Viagens internacionais

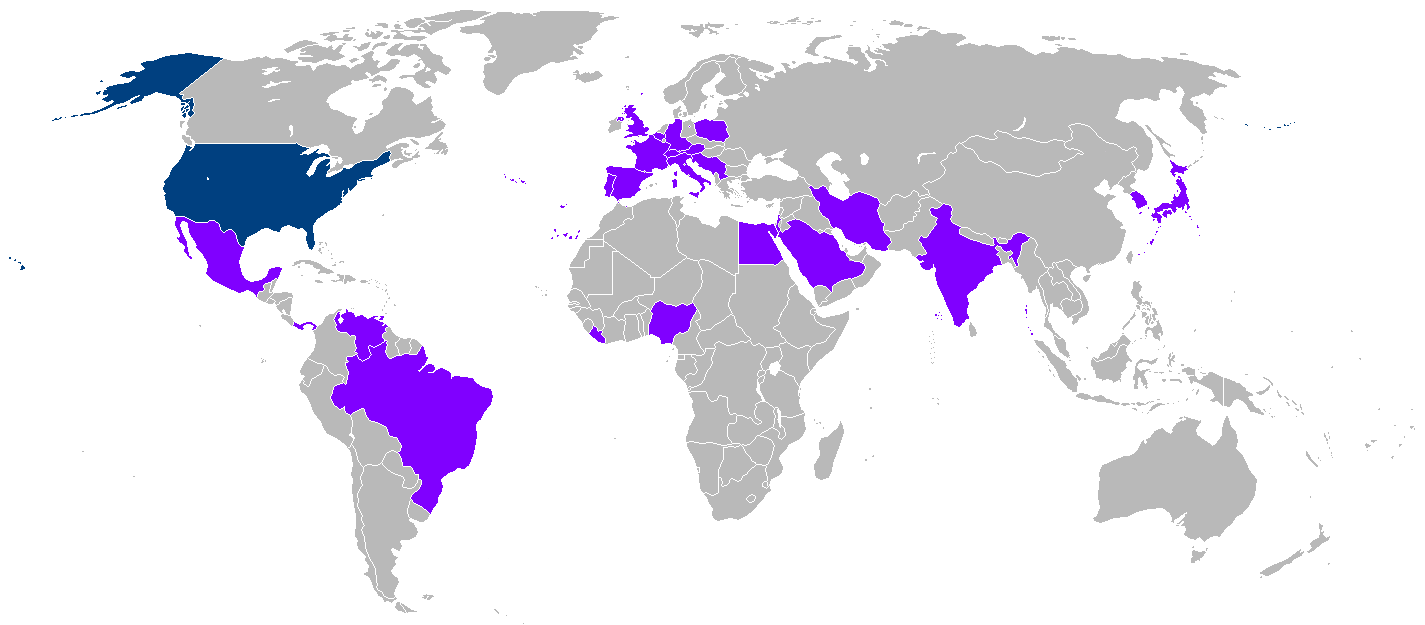
Países visitados por Carter durante sua presidência

Carter fez doze viagens internacionais durante sua presidência, visitando vinte e cinco países. Ele foi o primeiro presidente americano a visitar a África subsariana, quando ele foi para a Nigéria em 1978. Carter também viajou para a Europa, Ásia e América Latina. Também fez presença no Oriente Médio, ajudando nas negociações entre Israel e os países árabes. Entre 31 de dezembro de 1977 e 1 de janeiro de 1978, Carter visitou o Irã, um ano antes da deposição do imperador Mohammad Reza Pahlavi.

### Eleição presidencial de 1980

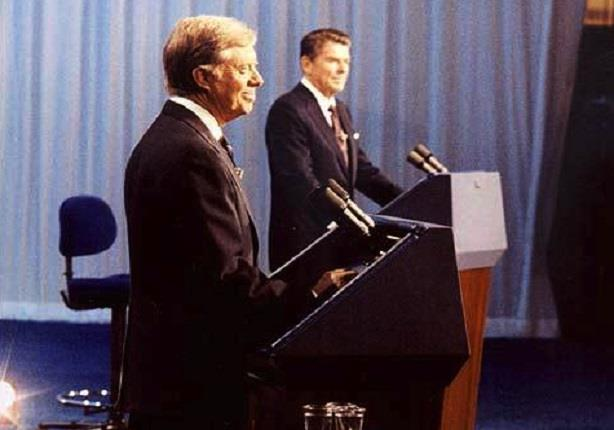
Carter e Reagan no debate presidencial em outubro de 1980

Carter disse mais tarde que boa parte das críticas mais assíduas a ele vinham da ala esquerdista do Partido Democrata, que ele atribuiu a ambição de Ted Kennedy de substituí-lo como presidente. Kennedy surpreendeu seus apoiadores ao fazer uma campanha fraca e Carter venceu a maioria das primárias e garantiu sua renomeação para a candidatura do partido. Contudo, Kennedy havia dominado a ala liberal de esquerda dos democratas, o que enfraqueceu a campanha de Carter.
A campanha de Jimmy Carter para as eleições de 1980 foi extremamente difícil e nada efetiva. Ele foi fortemente desafiado pela direita conservadora (como o republicano Ronald Reagan), pelos centristas (como o independente John B. Anderson) e pela esquerda (como o democrata Ted Kennedy). Carter concorreu enquanto seu governo estava marcado pela "estagflação", com uma economia paralisada, enquanto a crise dos reféns no Irã dominava os noticiários em todas as semanas. Ele ainda alienou os estudantes universitários de esquerda, que eram parte da sua base política, quando ele reinstituiu o registro militar obrigatório. Seu gerente de campanha, Timothy Kraft, renunciou a posição cinco semanas antes da eleição após alegações não comprovadas de uso de cocaína. Carter acabou sendo derrotado por uma boa margem pelo candidato Ronald Reagan, enquanto o Senado foi tomado pelos republicanos, pela primeira vez desde 1952.

## Pós-presidência (1981–2024)

### Carter Center
Após perder a reeleição, Carter afirmou para jornalistas na Casa Branca que ele tinha a intenção de imitar a aposentadoria de Harry S. Truman e não usar sua vida pública subsequente para enriquecer.
Em 1982, o ex-presidente fundou o Carter Center, uma organização não governamental e sem fins lucrativos com o objetivo de avançar direitos humanos e aliviar o sofrimento, incluindo ajudar a melhorar a qualidade de vida para pessoas em mais de 80 países.

### Diplomacia
Em 1994, o presidente Bill Clinton procurou a ajuda de Carter para buscar a paz com a Coreia do Norte. Em agosto de 2010, Carter viajou para a Coreia do Norte para garantir a libertação de Aijalon Gomes em agosto de 2010, conseguindo que ele fosse solto. Em 2017, no governo Trump, Carter mais uma vez se ofereceu para conversar com os norte-coreanos para tentar resolver as tensões diplomáticas entre as nações.
Na década de 1980, Carter realizou trabalhos no Peru e em Nicarágua, buscando, principalmente, promover eleições democráticas. Em 2002, ele visitou Cuba e se encontrou com o presidente Fidel Castro. Ele também se encontrou com dissidentes políticos, visitou um sanatório de AIDS, uma escola de medicina, uma instalação de biotecnologia, uma cooperativa de produção agrícola e uma escola para crianças deficientes. Em 2011 ele visitou Cuba novamente.
Logo que saiu da presidência, Jimmy Carter realizou visitas ao Oriente Médio em missões humanitárias e políticas. Em setembro de 1981, visitou Israel e se encontrou com o primeiro-ministro Menachem Begin, e em março de 1983 visitou o Egito, onde se encontrou com membros da Organização para a Libertação da Palestina. Em dezembro de 2008, teve uma reunião com o presidente Sírio Bashar al-Assad. Em 2006, Carter declarou suas discordâncias com as políticas interna e externa de Israel mas afirmou que era a favor do país, enquanto criticava suas políticas com relação a Líbano, Cisjordânia e Gaza.
Em julho de 2007, se encontrou com Nelson Mandela em Johannesburg e discutiu questões de direitos humanos e paz mundial, participando do grupo The Elders. Em seguida, ele visitou Darfur, Sudão, Chipre, a Península Coreana e Oriente Médio, entre outros lugares. Carter tentou viajar para o Zimbábue em novembro de 2008, mas foi impedido pelo governo do presidente Robert Mugabe. Durante todos os anos 90 e 2000, visitou várias vezes a África, chegando a negociar o Acordo de Nairóbi, um entendimento entre Uganda e Sudão.

### Crítica a política americana e outros presidentes

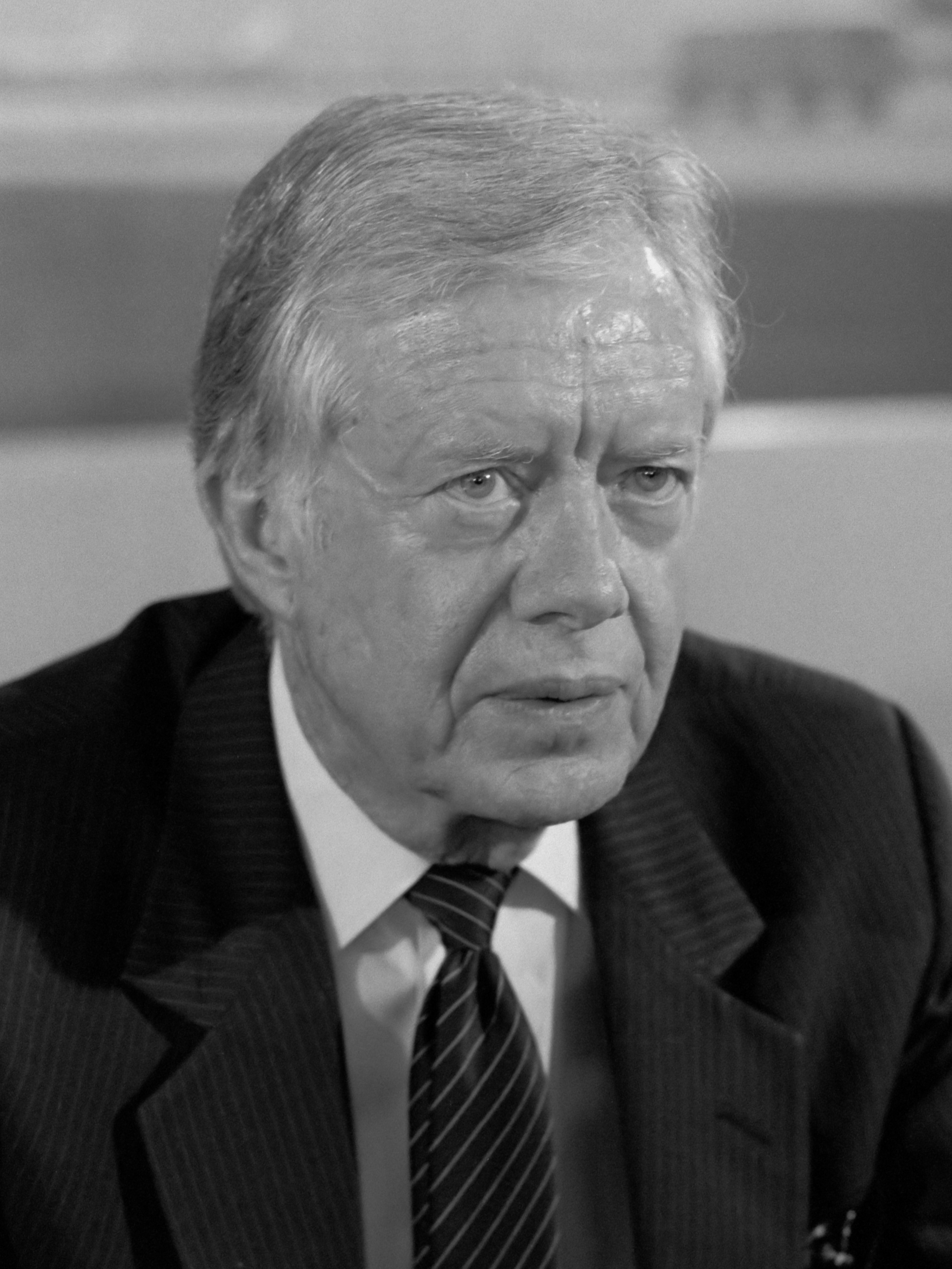
Carter em 1988

Após deixar o cargo, Carter inicialmente evitou criticar seu sucessor Ronald Reagan, porém logo passou a falar publicamente a respeito do seu desgosto pela política externa do republicano, especialmente para o Oriente Médio. Ele também criticou o presidente Reagan a respeito da sua falta de postura com relação a defesa dos direitos humanos. Duas décadas mais tarde, condenou a invasão do Iraque no governo de George W. Bush. Em 2007, ele afirmou que o governo Bush foi "o pior da história".
No governo do democrata Barack Obama, Carter estava otimista e o elogiou no começo. Contudo, com o passar do tempo, ele foi crítico da postura de Obama com relação ao uso irrestrito de drones para matar acusados de terrorismo pelo mundo, manter a Prisão de Guantánamo aberta e a espionagem do governo para com os próprios cidadãos. No governo de Donald Trump, ele exortou o presidente a trabalhar com o Congresso para resolver a questão de imigração, mas criticou Trump em questões sociais. Com relação a crise com a China, Carter afirmou que os Estados Unidos eram a nação mais belicosa do mundo, afirmando: "Nós desperdiçamos, acho, US$ 3 trilhões. [...] É mais do que você pode imaginar. A China não desperdiçou um único centavo em guerras e é por isso que estão à nossa frente. Em quase todos os sentidos."
Desde 1992, Carter endossou todos os candidatos democratas em eleições presidenciais. Em 2016, ele apoiou Bernie Sanders mas quando ficou claro que Hillary Clinton seria a candidata democrata, ele a apoiou inteiramente. Em outubro de 2017, com Trump na Casa Branca, Carter afirmou que não gostava da cobertura da mídia a respeito dele, chamando-a de injusta. Contudo, ele criticou Trump com relação a imigração e sua inação a respeito do assassinato de Jamal Khashoggi. Carter também afirmou que dificilmente Trump teria sido eleito se não fosse a interferência da inteligência russa nas eleições americanas. Após a invasão do Capitólio dos Estados Unidos em 2021, Carter se juntou aos outros três ex-presidentes vivos, Barack Obama, George W. Bush e Bill Clinton, ao denunciar a invasão e disse que o que ocorreu foi "uma tragédia nacional e não somos quem somos como nação".
Em agosto de 2024, o filho de Carter, Chip, disse que seu pai queria viver além dos 100 anos para poder votar em Kamala Harris na eleição presidencial de 2024. Isso foi alcançado em 16 de outubro por meio de votação antecipada na Geórgia.

### Alívio após desastres naturais

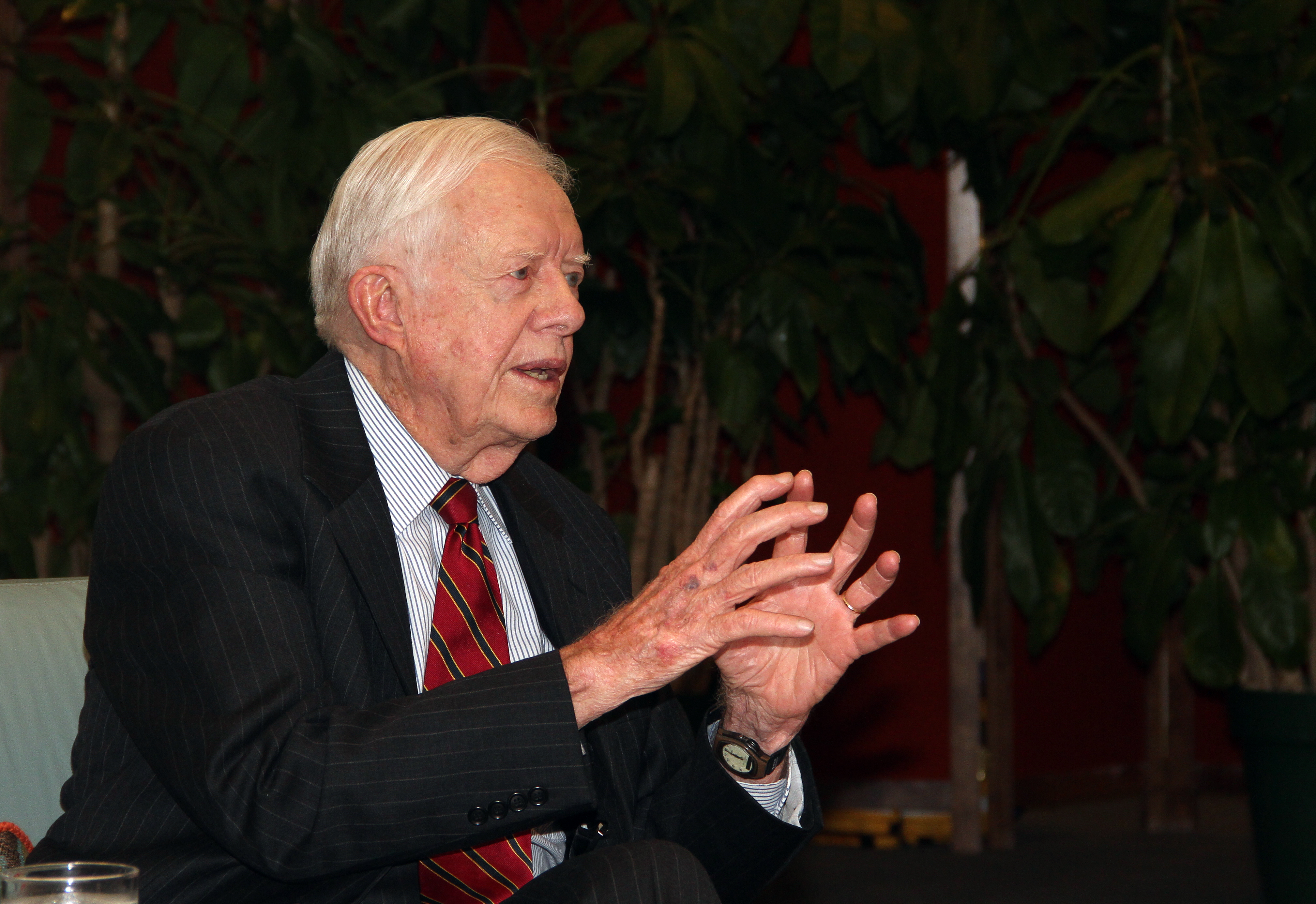
Jimmy Carter em 2011, aos 86 anos

Carter criticou o governo Bush por sua resposta ao Furacão Katrina e ajudou a construir casas para vítimas do Furacão Sandy, se reunindo com outros ex presidentes para angariar fundos para aliviar a situação dos necessitados após os furações Harvey e Irma em comunidades no Costa do Golfo e no Texas.

### Outras atividades
Carter participou da dedicação de sua biblioteca presidencial e também a de Ronald Reagan, George H. W. Bush, Bill Clinton e George W. Bush. Ele fez dedicatórias nos funerais de Coretta Scott King, Gerald Ford e Theodore Hesburgh.
Até 2021, ele serviu no projeto World Justice Project e foi membro por um tempo na organização Continuidade da Comissão de Governo. Carter também ensinou na Universidade Emory, em Atlanta, até junho de 2019 recebeu um prêmio por 37 anos de serviços prestados na faculdade.

### Ministério

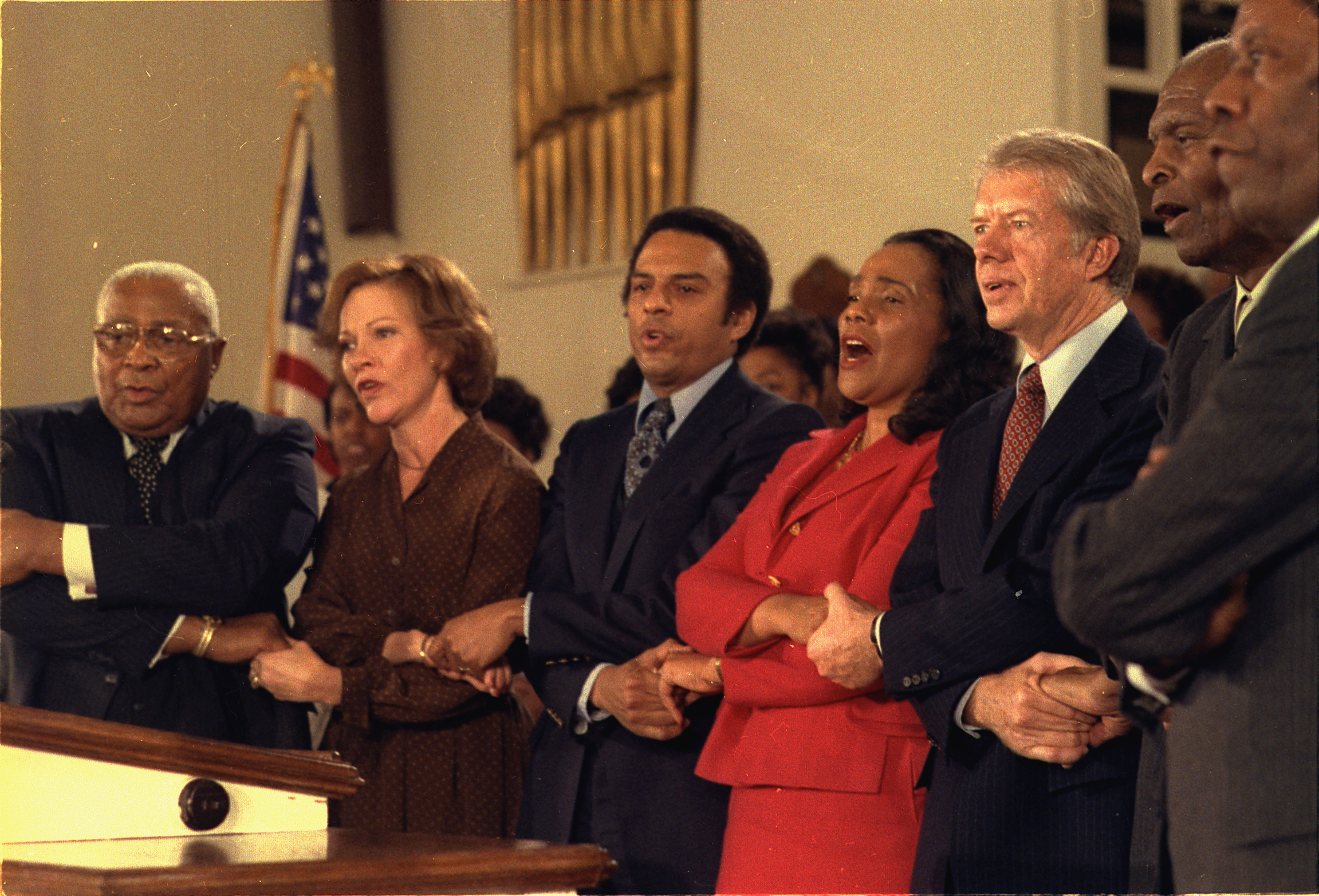
Martin Luther King Sr., Rosalynn Carter, Andrew Young, Coretta Scott King e o presidente Jimmy Carter na Igreja Batista Ebenézer em Atlanta em 1979.

Em 1942, Carter tornou-se diácono e passou a ensinar na escola dominical na Igreja Batista Maranatha em Plains, Geórgia.
Em 2007, ele fundou a organização Nova Aliança Batista para justiça social.

## Vida pessoal e saúde
Carter e sua esposa, casados fazia quase 80 anos, foram voluntários de vários projetos, especialmente o Habitat Para a Humanidade, uma iniciativa filantrópica com sede na Geórgia que ajuda trabalhadores de baixa renda em todo o mundo a construir e comprar suas próprias casas e ter acesso a água potável. Seus hobbies incluem pintura, pesca, marcenaria, ciclismo, tênis e esqui. Ele também se interessa por poesia, principalmente pelas obras de Dylan Thomas. Durante uma visita de estado ao Reino Unido em 1977, Carter sugeriu que Thomas deveria ter um memorial no Poets 'Corner na Abadia de Westminster; sendo que isso mais tarde se concretizou em 1982.
Desde muito jovem, Carter mostrou um profundo compromisso com o cristianismo. Como presidente, Carter orava várias vezes ao dia e professava que Jesus era a força motriz de sua vida. Ele foi muito influenciado por um sermão que ouviu quando jovem que perguntava: "Se você fosse preso por ser cristão, haveria provas suficientes para condená-lo?". Em 2000, ele anunciou que havia deixado a Convenção Batista do Sul por causa de suas doutrinas rígidas que não sustentavam mais crenças verdadeiras, embora permanecesse membro da Associação Batista Cooperativa.
Em agosto de 2014, Carter anunciou que tinha quatro tumores no cérebro e que se submeteria a tratamentos de radioterapia junto com a ingestão de uma série de remédios experimentais, como o pembrolizumab, aprovado pela Administração de Alimentos e Remédios dos Estados Unidos (FDA) em setembro de 2014. Em dezembro, o ex-presidente democrata disse em sua igreja que os últimos exames médicos feitos não revelavam rastros do câncer, mas ele continuou com o tratamento até fevereiro de 2015.
Em 18 de fevereiro de 2023, após sua saúde se deteriorar um pouco após algumas visitas a hospitais, foi anunciado que o ex-presidente Carter estava sob cuidados paliativos domiciliares em sua casa em Plains, Geórgia. Em 19 de novembro desse mesmo ano, sua esposa Rosalynn Carter morreu. Os dois foram casados por setenta e sete anos, tendo quatro filhos juntos.

## Morte
Carter morreu em 29 de dezembro de 2024, em anúncio feito por seu filho, James E. Carter III, ao The Washington Post. Isso ocorreu após sua decisão, em fevereiro de 2023, de entrar em cuidados paliativos após ser diagnosticado com melanoma que metastatizou para seu cérebro e fígado.

## Visita ao Brasil

Jimmy Carter reverencia mortos da II Guerra Mundial, no Monumento Nacional, no Rio de Janeiro

Em 1972, ainda como governador do estado da Geórgia, Jimmy visitou o Brasil. Nesta ocasião visitou o Cemitério dos Americanos, na cidade de Santa Bárbara d'Oeste, em São Paulo, tendo se interessado pelos descendentes de americanos que lutaram pela confederação. No dia 3 de maio de 2009, Jimmy foi agraciado pelo governador do estado de São Paulo, José Serra, com a Grã-Cruz da Ordem do Ipiranga.